# Ptychognathus
Ptychognathus is een geslacht van kreeftachtigen uit de klasse van de Malacostraca (hogere kreeftachtigen).

## Soorten
- Ptychognathus affinis de Man, 1895
- Ptychognathus altimanus (Rathbun, 1914)
- Ptychognathus andamanensis Pretzmann, 1984
- Ptychognathus barbatus (A. Milne-Edwards, 1873)
- Ptychognathus capillidigitatus Takeda, 1984
- Ptychognathus crassimanus Finnegan, 1931
- Ptychognathus demani Roux, 1917
- Ptychognathus dentatus de Man, 1892
- Ptychognathus easteranus Rathbun, 1907
- Ptychognathus glaber Stimpson, 1858
- Ptychognathus guijulugani Rathbun, 1914
- Ptychognathus hachijoensis Sakai, 1955
- Ptychognathus insolitus Osawa & N. K. Ng, 2006
- Ptychognathus intermedius de Man, 1879
- Ptychognathus ishii Sakai, 1939
- Ptychognathus johannae Rathbun, 1914
- Ptychognathus lipkei N. K. Ng, 2010
- Ptychognathus onyx Alcock, 1900
- Ptychognathus pilipes (A. Milne-Edwards, 1868)
- Ptychognathus pilosus de Man, 1892
- Ptychognathus polleni de Man, 1895
- Ptychognathus pusillus Heller, 1865
- Ptychognathus riedelii (A. Milne-Edwards, 1868)
- Ptychognathus spinicarpus Ortmann, 1894
- Ptychognathus takahashii Sakai, 1939